# Heber Springs
La ville de Heber Springs est le siège du comté de Cleburne, dans l’État de l’Arkansas, aux États-Unis. Sa population s’élevait à 7 165 habitants lors du recensement de 2010, estimée à 6 967 habitants en 2017.

## Démographie
| 1890 | 1900 | 1910  | 1920  | 1930  | 1940  | 1950  | 1960  |
| ---- | ---- | ----- | ----- | ----- | ----- | ----- | ----- |
| 322  | 552  | 1 126 | 1 675 | 1 401 | 1 656 | 2 109 | 2 265 |

| 1970  | 1980  | 1990  | 2000  | 2010  | - | - | - |
| ----- | ----- | ----- | ----- | ----- | - | - | - |
| 2 497 | 4 589 | 5 628 | 6 432 | 7 165 | - | - | - |

## Personnalité liée à la ville
- Mindy McCready

## Source
- (en) Cet article est partiellement ou en totalité issu de l’article de Wikipédia en anglais intitulé « Heber Springs, Arkansas » (voir la liste des auteurs).

1. ↑  « Statistiques des États-Unis - Arizona - Profils des communautés de 2010 » (consulté en novembre 2020)